# Bogusław Teryks
Bogusław Teryks (ur. 1961 we Wrocławiu) – polski artysta lutnik, mieszkający na stałe w Niemczech, światowej klasy twórca gitar klasycznych. Jako jeden z pierwszych lutników na świecie opanował sztukę wykonywania gitar klasycznych z płytą wierzchnią typu "sandwich".
Lutniczy egzamin mistrzowski z wynikiem celującym zdał w 1996 roku w Mittenwaldzie w Niemczech. Jest twórcą ponad 200 gitar.
Jest częstym gościem festiwali gitarowych w Polsce, podczas których prezentuje instrumenty i wygłasza prelekcje.

## Instrumenty
Specjalnością Bogusława Teryksa są gitary koncertowe, wykonywane na zamówienie, dzięki temu dopasowane do ich właściciela. Znakiem rozpoznawczym jego gitar są bogate zdobienia detali, unikatowe dla każdego instrumentu. Należą do nich m.in. ozdobne wydłużenie podstrunnicy przy otworze rezonansowym oraz rzeźbiona główka.
Najcenniejszymi gitarami są te z płytą wierzchnią typu "sandwich" (także ang. double-top). Jej konstrukcja polega na zastąpieniu jednolitej płyty drewnianej dwiema cienkimi, między którymi umieszcza się specjalny wypełniacz. Technika ta wymaga wyjątkowej precyzji i dużego doświadczenia, dlatego z powodzeniem stosuje ją tylko kilku lutników na świecie.

## Nagrody
- Najlepsza Gitara VIII Międzynarodowego Festiwalu "Gdańskie Spotkania Gitarzystów" (1996)
- Najlepsza Gitara IX Międzynarodowego Festiwalu "Gdańskie Spotkania Gitarzystów", III Lutniczy Konkurs Promocyjny (1997)
- Grand Prix i tytuł Najlepszej Gitary XII Międzynarodowego Festiwalu "Gdańskie Spotkania Gitarzystów" dla gitary Op. 93 Mainz 2003 (2003)

## Gitarzyści
Na wykonanych przez Bogusława Teryksa instrumentach gra na co dzień wielu znanych w Polsce i na świecie artystów, m.in.:
- Mirosław Czyżykiewicz
- Marcin Dylla
- Robert Horna
- Łukasz Kuropaczewski
- Marek Napiórkowski[3]
- Janusz Strobel[4]
- Jakob Bangsø[5]
- Daniel Bolshoy[6]
- Michiel Wiesenekker[7]